# Mahbuba
Mahbuba, arabisch محبوبة, DMG maḥbūba ‚Geliebte‘, (geb. im 9. Jahrhundert, gest. im 9./10. Jahrhundert) war eine berühmte Sängersklavin und Dichterin sowie eine Konkubine des zehnten Abbasiden-Kalifen al-Mutawakkil (822–861, reg. 847–861).

## Leben
Mahbuba war eine muwallada – von gemischter ethnischer Herkunft – und wurde dem Kalifen al-Mutawakkil zusammen mit 400 Sklaven und Sklavinnen übergeben von einem Mitglied der Tahiriden-Dynastie übergeben, wobei sie nach der Meinung ihres Verkäufers alle anderen an Können und Schönheit übertraf.
Den arabischen Quellen zufolge bestand zwischen Mahbuba und ihrem Besitzer eine enge Liebesbeziehung; ihre Trennung und Versöhnung nach einem Streit fand sowohl Eingang in die damalige ‚Fachliteratur‘ wie etwa das Werk Das Buch der Lieder von Abū l-Faradsch al-Isfahānī (897–967) als auch in die Geschichten aus Tausendundeiner Nacht als Al-Mutawakkil und Mahbuba.
Nach al-Mutawakkils Ermordung wurden seine Sklaven aufgeteilt, wobei Mahbuba in den Besitz des türkischen Generals Wasif al-Turki überging, welcher an dem Mord beteiligt war. Da Mahbuba stark um ihren ermordeten Herrn trauerte, wollte al-Wasif sie töten lassen, doch als sein Verbündeter, der türkische Heerführer Bugha al-Scharabi (gest. 862), Mahbuba stattdessen als Geschenk für sich erbat, ging sie in seinen Besitz über. Er gab ihr die Freiheit gab und erlaubte ihr ihren Wohnort zu wählen. Mahbuba verließ Samarra und ging nach Bagdad, wo sie bis zu ihrem Tode lebte.

## Rezeption
Die Beziehung zwischen der Sklavin Mahbuba und dem Kalifen al-Mutawakkil fand Einzug in die Geschichten aus Tausendundeiner Nacht als Erzählung Al-Mutawakkil und seine Sklavin Mahbuba (ANE 100).
Abū l-Faradsch al-Isfahānī beschreibt sie in seinem Buch der Lieder als beste Sängerin und Dichterin ihrer Generation. Der irakisch-abbasidische Geschichtsschreiber Ibn al-Sa‘i (1197–1276) erwähnt sie in seinem Werk Die Frauen der Kalifen.

## Wissenswertes
Der Name Mahbuba (die Geliebte) ist ein klassisch-arabischer Sklavinnenname.

### Arabische Primärquellen
- Abū l-Faradsch al-Isfahānī (897–967): Das Buch der Lieder (Kitab al-Aghani)
- Ibn al-Sa'i (1197–1276): Nisa'a al-Khulafa. Ins Englische übersetzt von Shawkat M. Toorawa und Library of Arabic Literature: Ibn al-Sa'i – Consorts of Caliphs, New York University Press, New York 2017, S. 49f.
- Ibn Fadlallah al-Umari (1301–1349): Masālik al-abṣār fī mamālik al-amṣār. Ins Deutsche teilübersetzt von Yasemin Gökpinar: Der ṭarab der Sängersklavinnen: Masālik al-abṣār fī mamālik al-amṣār von Ibn Faḍlallāh al-ʿUmarī (gest. 749/1349): Textkritische Edition des 10. Kapitels Ahl ʿilm al-mūsīqī mit kommentierter Übersetzung, Ergon Verlag, Baden-Baden 2021.

### Sekundärliteratur
- Shawkat M. Toorawa und Library of Arabic Literature: Ibn al-Sa'i – Consorts of Caliphs, New York University Press, New York 2017, S. 46–50.
- Yasemin Gökpinar: Der ṭarab der Sängersklavinnen: Masālik al-abṣār fī mamālik al-amṣār von Ibn Faḍlallāh al-ʿUmarī (gest. 749/1349): Textkritische Edition des 10. Kapitels Ahl ʿilm al-mūsīqī mit kommentierter Übersetzung, Ergon Verlag, Baden-Baden 2021, S. 138–147.